# Heimat-Rundblick
Der Heimat-Rundblick (Eigenschreibweise HEIMAT-RUNDBLICK) ist eine Regional- und Kulturzeitschrift für den niedersächsischen Landkreis Osterholz und dessen Umgebung, die sich vor allem mit regionalen Themen aus Geschichte, Kultur und Natur befasst. Die Zeitschrift wurde 1987 gegründet und erscheint vierteljährlich.

## Die Zeitschrift

### Titelzusätze
Die Zeitschrift Heimat-Rundblick führt zwei Titelzusätze, die mehrmals verändert bzw. aktualisiert wurden, zuletzt mit Erscheinen des Heftes Nummer 104 („1/2013“) vom Frühjahr 2013. Seitdem umschreibt der erste Titelzusatz die von der Zeitschrift behandelte Region zwischen den Flüssen Hamme, Wümme und Weser, und lautet Aus der Region Hamme, Wümme, Weser (Eigenschreibweise AUS DER REGION HAMME, WÜMME, WESER). Der zweite Titelzusatz Geschichte • Kultur • Natur (Eigenschreibweise GESCHICHTE • KULTUR • NATUR) wird seit dem ersten Heft bis heute durchgehend geführt und stand bislang an erster Stelle.

### Geschichte und Aufgabenstellung
Die Gründung des Heimat-Rundblicks geht auf eine Initiative des Lilienthaler Druckereiunternehmers und Verlegers Manfred Simmering gegen Mitte der 1980er-Jahre zurück. Simmering fand unter anderem Unterstützung durch den Worpsweder Heimatkundler und Publizisten Helmut Stelljes. Die neue Zeitschrift sollte „ein Bindeglied“ zwischen den verschiedenen Heimatvereinen in der Region werden, da bis dahin „überall geforscht“ wurde, doch „keiner […] so recht vom anderen“ wusste. Nachdem ein Vorabdruck „durchweg auf ein positives Echo“ gestoßen war, erschien die erste Ausgabe dann im Frühjahr 1987. Fortan kam die Zeitschrift vierteljährlich heraus.
Die 100. Ausgabe wurde im März 2012 als besondere „Jubiläumsausgabe“ herausgegeben. Dabei wurde von Redaktionsmitgliedern herausgestellt, dass die Zeitschrift „ein Sammelbecken“ sei für „Leute, die in den Bereichen Geschichte, Kultur und Natur forschend tätig sind und ihre Ergebnisse öffentlich zugänglich machen wollen“. Vergangenes werde wieder wachgerüttelt und das Wissen in den Bereichen Geschichte, Kultur und Natur in der Region werde „vor dem Vergessen bewahrt“, denn „wenn das nirgendwo geschrieben“ sei, sei es weg. Nach eigener Einschätzung habe man „eine Kulturzeitschrift geschaffen, die ihres Gleichen im Elbe-Weser-Raum suche“. Zudem seien durch den Heimat-Rundblick die Heimatvereine sich näher gekommen.

### Regionaler Kulturraum, Themenspektrum und Inhalte
Der regionale Kulturraum im südwestlichen Teil des Elbe-Weser-Dreiecks und in zwei angrenzenden Ortsteilen von Bremen, über den die Zeitschrift hauptsächlich berichtet und der zugleich deren Hauptverbreitungsgebiet darstellt, wird in einem Untertitel der Zeitschrift beschrieben. Seit 2013 verweist der erste Untertitel dementsprechend auf die Region „Hamme, Wümme, Weser“ und ersetzt den vorherigen zweiten Untertitel, der noch die Hauptorte dieser Region einzeln auflistete. Es handelt sich dabei um die Gemeinden des niedersächsischen Landkreises Osterholz (Osterholz-Scharmbeck, Grasberg, Hambergen, Lilienthal, Ritterhude und Schwanewede), um jeweils eine angrenzende Gemeinde aus den beiden niedersächsischen Landkreisen Verden (Fischerhude) und Rotenburg (Tarmstedt) sowie um die beiden Bremer Ortsteile Borgfeld und Lesum, die 1945 bzw. 1939 nach Bremen eingemeindet wurden.
Das Themenspektrum umfasst hauptsächlich Beiträge zu Geschichte, Kultur und Natur dieser Region, teils werden aber auch Themen aus der näheren und weiteren Umgebung mit behandelt. Die Zeitschrift berichtet vor allem über bekannte oder interessante Personen, über Ausstellungen, historisch bedeutsame Bauten, wichtige Einrichtungen und historische Ereignisse sowie aus der Flora und Fauna. Dabei werden insbesondere solche Themen aus „dieser Heimatregion“ recherchiert und behandelt, die nicht „schon allseits bekannt sind“. Nach eigenen Angaben von Verlag und Redaktion habe der Heimat-Rundblick das „Merkmal der Lebendigkeit“, wobei „kein[…] Zeitraum der Geschichte verschwiegen“ werde. Außerdem hätten „Polemik und  Parteipolitik“ in der Zeitschrift „nichts zu suchen“ und man würde zudem jeglichen „völkischen Beigeschmack“ vermeiden.
In unregelmäßigen Abständen erscheinen auch einzelne Beiträge in plattdeutscher Sprache.

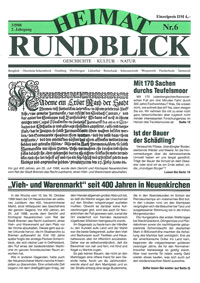
Titelseite des Hefts Nr. 6 (3/1988)

Logo des Heimat-Rundblicks (von 2005 bis 2009)

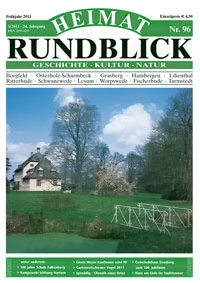
Titelseite des Hefts Nr. 96 (1/2011) (Titelfoto: Wilko Jäger, Schwanewede)

### Erscheinungsbild
Die Zeitschrift erscheint im A4-Format und hat einen Umfang von 24 bis 36 Seiten pro Ausgabe. Die Titelangaben, deren Anordnung und die Gestaltung der gesamten Titelseite waren bislang mehreren Veränderungen unterworfen. Die in Art eines Emblems vorgenommene Anordnung der Schriftzüge des Titels und der beiden Titelzusätze im Kopfbereich der Titelseite wurde mehrmals verändert, zuletzt im Jahr 2013, blieb jedoch in ihrer Grundstruktur beibehalten. Als 2004 das Heft Nummer 71 mit einem anderen Titel herauskam, war die Resonanz der Leser so eindeutig, dass bereits das nachfolgende Heft wieder „im gewohnten Gewand“ erschien.
Die 1. Ausgabe kam im Frühjahr 1987 unter dem Titel „Heimat-Rundblick“ sowie mit dem Titelzusatz „Geschichte, Kultur, Natur“ heraus, was bis heute beibehalten blieb. Der weitere Titelzusatz lautete anfangs „Grasberg, Hambergen, Lilienthal, Osterholz-Scharmbeck, Ritterhude, Schwanewede, Worpswede, Borgfeld, Fischerhude, Tarmstedt“ und wechselte später teils. So wurde die Reihenfolge der Ortsangaben verändert und der Ort „Lesum“ kam dazu, was dann bis zur 103. Ausgabe im Winter 2012 beibehalten blieb. Die Indices wurden ebenfalls teils unterschiedlich angegeben; inzwischen erfolgt zusätzlich zur Angabe von Heftnummer, Jahrgang und jahresbezogener fortlaufender Nummernzählung auch eine jahreszeitliche Angabe, im Erscheinungsjahr jeweils beginnend mit „Frühjahr [Jahreszahl]“. Die einzelnen Hefte erscheinen heute jeweils am Ende jeden Vierteljahres.
Während die ersten sieben Ausgaben auf der Titelseite hauptsächlich Artikeltext mit jeweils einer kleineren Schwarzweiß-Illustration brachten (siehe Bild), wird die Zeitschrift seit der Nummer 8 („1/1989“) mit einem ganzseitigen Titelbild aufgemacht. Das Titelbild bestand bislang meistens aus einer ganzseitigen Farbaufnahme aus der Gegenwart, während eher selten mehrere Motive in verschiedenen Formaten zusammenmontiert oder aber ganzseitige Reproduktionen von historischen Aufnahmen in Schwarzweiß verwendet wurden. Die Titelseite der Jubiläumsausgabe Nummer 100 wurde mit einer Collage aus den verkleinerten Abbildungen der Titelseiten der bis dahin erschienenen 99 Ausgaben gestaltet.
Ab Nummer 96 („1/2011“) vom Frühjahr 2011 kam die Zeitschrift mit einem gestalterisch veränderten „Titel-Emblem“ heraus. Außerdem enthält die Titelseite seither im Fußbereich ein auszugsweises und stichwortartiges Inhaltsverzeichnis, in dem ausgewählte Artikel des jeweiligen Heftes in Form von sogenannten Teasern angezeigt werden (siehe Bild). Das Titelblatt der Jubiläumsausgabe vom Frühjahr 2012 wurde besonders gestaltet und erhielt kein Inhaltsverzeichnis.
2013, beginnend mit dem Heft Nummer 104 („1/2013“) vom Frühjahr 2013, wurden das „Titel-Emblem“ und die beiden Titelzusätze nochmals verändert. Der auf die behandelte Region bezogene Untertitel, der zuvor an zweiter Stelle stand und zuletzt aus einer Auflistung von 11 Orten bzw. Stadtteilen bestand, wurde auf eine Umschreibung der Region verkürzt („Aus der Region Hamme, Wümme, Weser“) und steht nun an erster Stelle. Der von Anfang an geführte Untertitel „Geschichte, Kultur, Natur“ steht seitdem an zweiter Stelle. Die übrige Titelseitengestaltung mit einer ganzseitigen Farbaufnahme und einem stichwortartigen Inhaltsverzeichnis im Fußbereich blieb beibehalten.

### Herausgeber und Verlag
Von Gründung 1987 bis Ende 2009 war der Initiator und Mitbegründer der Zeitschrift, Manfred Simmering, verantwortlicher Herausgeber des Heimat-Rundblicks. Während dieses Zeitraums erschien die Zeitschrift in Simmerings Buch- und Zeitschriftenverlag, dem Verlag M. Simmering in Lilienthal. Seit Anfang 2010 erscheint die Zeitschrift in der Druckerpresse-Verlag UG (haftungsbeschränkt), die das verlegerische und graphische Angebot von Simmerings Verlag übernahm und die ihren Sitz ebenfalls in Lilienthal hat. Geschäftsführer des Verlags ist der Druckereiunternehmer und Verleger Jürgen Langenbruch, der zudem als Herausgeber der Zeitschrift fungiert. Simmering, der seinen Verlag aus Altersgründen aufgab, ist weiterhin als Redakteur für den Heimat-Rundblick tätig.

### Redaktionsteam und Autoren
Dem Redaktionsteam gehören gegenwärtig (2015) an: Wilko Jäger, Rupprecht Knoop, Christian Lenz, Peter Richter, Manfred Simmering und Helmut Stelljes. Zu den weiteren Autoren der Zeitschrift gehören unter anderem Gerhard Behrens, Hermann Giere, Jürgen Lodemann, Siegfried Makedanz, Rudolf Matzner, Dieter Meisner, Hans-Jürgen Paape, Johannes Rehder-Plümpe, Hans Siewert, Erwin Simon, Harald Steinmann und Tim Wöbbeking. Zu den früheren Autoren des Heimat-Rundblicks zählen unter anderem Heinz Lemmermann († 2007), Herbert Fittschen († 2012), Hermann Gutmann († 2013) und Hermann Cordes († 2014).
Dem gesamten Autorenkreis der Zeitschrift gehören etwa 25 Mitglieder an, die sich einmal im Vierteljahr an einem anderen Ort des Landkreises Osterholz oder dessen Umgebung treffen und über die nächste Ausgabe diskutieren. Im Zusammenhang mit diesen „großen Redaktionssitzungen“ werden oftmals Führungen oder Vorträge angeboten, da die Sitzungen meist in historisch oder heimatkundlich bedeutsamen Objekten stattfinden. Nach eigenen Angaben ermöglichten die Zusammenkünfte so vielfach einen Blick auf „neue Themen“ sowie deren Hintergründe und leisteten zugleich „einen Beitrag zum gegenseitigen Kennenlernen“ der einzelnen Heimatvereine und Institutionen. Die anschließend von den einzelnen Autoren nach „meist akribischer Recherche“, Informationssammlung, Interviews und Bildanfertigung bzw. -beschaffung erarbeiteten und bis zum jeweiligen Redaktionsschluss eingereichten Beiträge werden vom Verlag aufbereitet und nach Layout, Satz und Korrekturen dann in „kleineren Redaktionssitzungen“ ausgewählt sowie mitsamt Vorwort und Inhaltsverzeichnis zu einem neuen Heft zusammengestellt.

### Vertrieb und Verbreitung
Die Zeitschrift wird gegenwärtig (2012) von rund 600 Abonnenten bezogen, die vor allem im regionalen Hauptverbreitungsgebiet beheimatet sind, jedoch teils auch im sonstigen Inland sowie im Ausland leben. Außerdem werden die aktuellen Ausgaben des Heimat-Rundblicks von zahlreichen öffentlichen Einrichtungen in der Region wie Rathäusern, Bibliotheken und Kulturzentren als Freihand-Leseexemplare öffentlich ausgelegt. Die restliche Auflage wird über Museen und Zeitschriftenläden in der Region vertrieben.

## Förderverein
Der 1991 gegründete Förderverein Heimat-Rundblick e. V. unterstützt die Redaktion und den Verlag materiell. Er sammelt Spenden, bemüht sich um Förderer und kommuniziert mit öffentlich-rechtlichen Institutionen. Vorsitzender des Fördervereins ist Helmut Stelljes, stellvertretender Vorsitzender ist Rupprecht Knoop.

## Archivierung in öffentlichen Bibliotheken und Archiven
Der Heimat-Rundblick wird von mehreren öffentlichen Bibliotheken und Archiven in Niedersachsen und Bremen gesammelt und archiviert. Außer den Deutschen Nationalbibliotheken (DNB) in Frankfurt am Main und Leipzig als sogenannte Pflichtstandorte gehören hierzu unter anderem die Staats- und Universitätsbibliothek (SuUB) in Bremen, die Gottfried-Wilhelm-Leibniz-Bibliothek – Niedersächsische Landesbibliothek (GWLB) und die Bibliothek des Niedersächsischen Landtages, beide in Hannover, das Kreisarchiv des Landkreises Osterholz in Osterholz-Scharmbeck sowie die Bibliothek des Landschaftsverbandes Stade in Stade. Außerdem wird die Zeitschrift vom genealogischen Verein Die Maus, Gesellschaft für Familienforschung e. V., der seinen Sitz im Bremer Staatsarchiv hat, gesammelt sowie ausgewertet und archiviert.
Die Zeitschrift wird in den Online-Bibliothekskatalogen (OPACs) von mehreren Bibliotheksverbünden und der Deutschen Nationalbibliothek nachgewiesen und wurde außerdem 2007 in die Literaturdatenbank zum Mittelalter des Quellenwerks Regesta Imperii (RI-Opac) aufgenommen.
Die Bibliothek des Landschaftsverbandes Stade nimmt seit Anfang 2012 für sämtliche Ausgaben des Heimat-Rundblicks eine wissenschaftliche Editierung vor und erarbeitet ein Findbuch, das zudem als Online-Findmittel auf der Bibliotheks-Website zur Verfügung gestellt werden soll.

## Hörfunk
- 25 Jahre Heimat-Rundblick. In: Sendereihe Gesprächszeit im Nordwestradio am 16. Juni 2012 – Gespräch des Nordwestradio-Moderators Gerald Sammet mit dem Verleger Jürgen Langenbruch und dem Redakteur und Autor Dr. Helmut Stelljes; Länge: 30:33 Minuten; Begleittext. (Memento vom 19. Juli 2012 im Internet Archive) Website des Senders.